# Sticlă

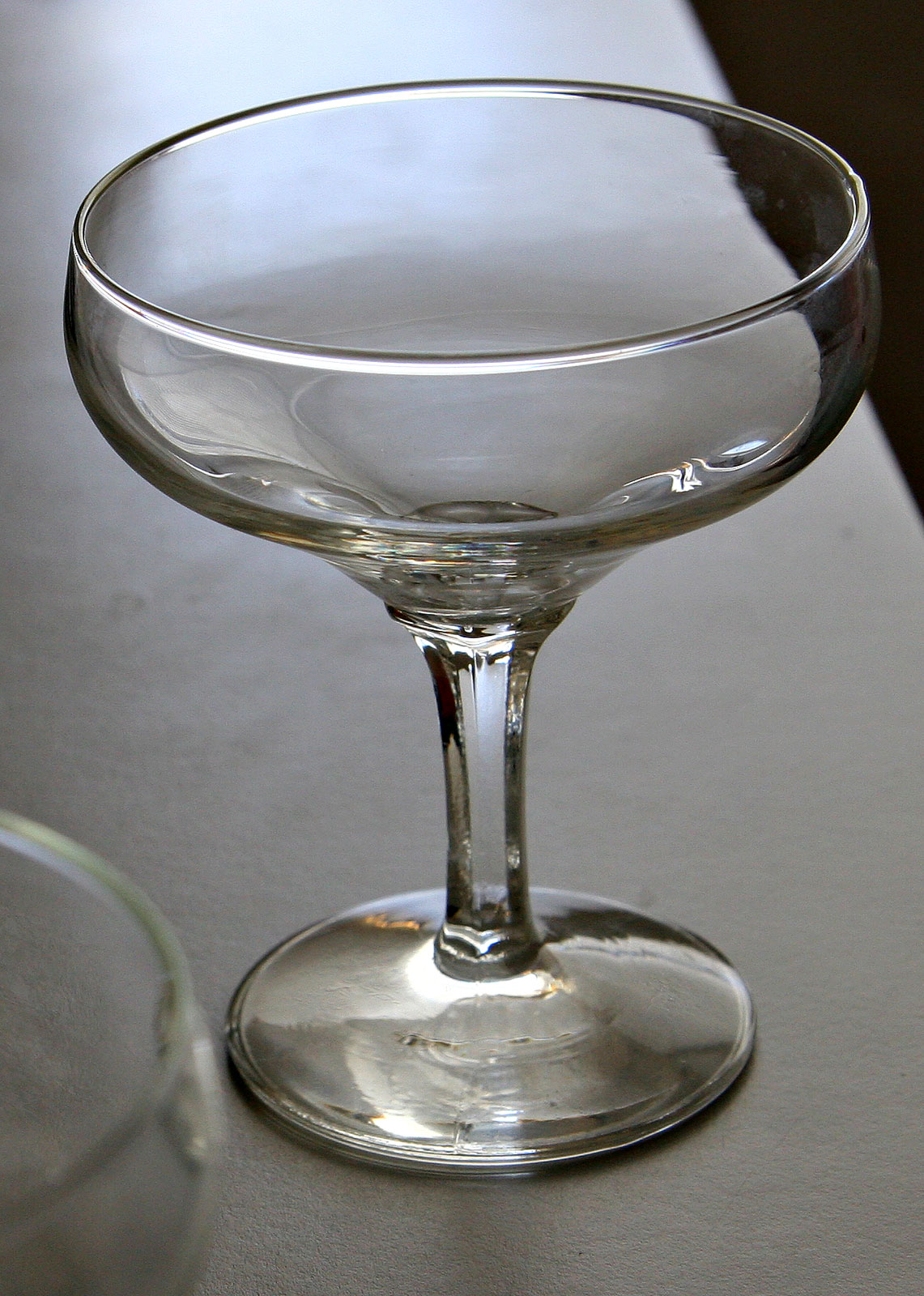
Pahar de cocktail din sticlă

Sticlele sunt solide amorfe, necristaline, adesea transparente, care au aplicații practice, tehnologice și decorațiuni diverse (sticlă de geam, sticlărie de masă, optoelectronică etc.). Se obține prin topirea unui amestec format din nisip, sodă și calcar. Cel mai cunoscut tip de sticlă (precum și cel mai  vechi) este „sticla de siliciu”, având la bază dioxid de siliciu, constituentul primar al nisipului. Dintre multele tipuri de sticlă existente, sticla de geam este cea mai cunoscută. Acesta este fabricată din circa 75% dioxid de siliciu (SiO2), oxid de sodiu (Na2O)  obținut prin descompunerea carbonatului de sodiu (Na2CO3), oxid de calciu (CaO), precum și alți câțiva aditivi minori.

## Generalități

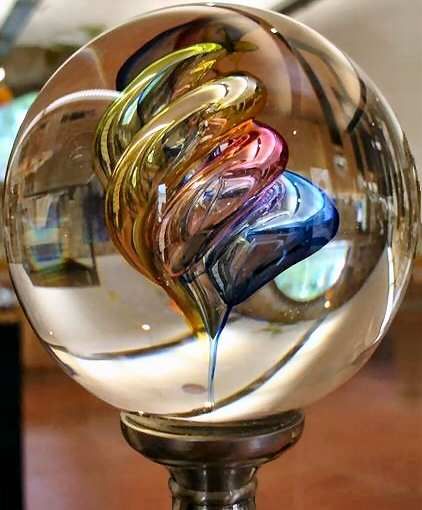
Sticla poate avea diverse culori

Sticlele sunt materiale amorfe (necristalizate), cu rezistență mecanică și duritate mare, cu coeficient de dilatare mic. La temperaturi mai înalte se comportă ca lichidele subrăcite cu viscozitate mare. Nu au punct de topire definit. Prin încălzire se înmoaie treptat, până la lichefiere, ceea ce permite prelucrarea sticlei prin suflare, presare, turnare, laminare.
Sticlele se obțin, în general, prin topirea în cuptoare speciale a unui amestec format din nisip de cuarț, piatră de var, carbonat de sodiu (sau de potasiu) și materiale auxiliare. 
Proprietățile fizice ale sticlelor sunt determinate de compoziția lor.

### Sticla obișnuită (sticla de sodiu sau potasiu)
Sticla de sodiu are compoziția aproximativă 6SiO2·CaO·Na2O. Se întrebuințează la fabricarea geamurilor și a ambalajelor de sticlă. Sticla de potasiu are compoziția   6SiO2·CaO·K2O și este rezistentă la variații de temperatură. Se folosește la fabricarea vaselor de laborator.

### Cristalul (sticla de plumb)
Cristalul (sticlă de plumb) este o sticlă în care sodiul și calciul s-au înlocuit cu potasiu și plumb (6SiO2·PbO·K2O) și se caracterizează prin proprietăți de refracție bune și densitate mare. Flintul și ștrasul conțin un procent de plumb mai mare decât cristalul. Flintul se folosește pentru prisme și lentile optice.

### Sticla Jena, Pyrex sau Duran
Prin adăugarea unor cantități mici de oxid de aluminiu (Al2O3) sau trioxid de bor (B2O3) se obțin sticle rezistente la variații bruște de temperatură care se folosesc la fabricarea vaselor de laborator. Au o rezistență chimică mare și un coeficient de dilatare mic.

### Sticlele colorate
Se obțin dacă se adaugă în topitură unii oxizi metalici (de Fe,Co,Cr,Cu etc.), care formează silicații colorați. În industria sticlei se utilizează drept coloranți un număr foarte mare de substanțe care se încadrează de obicei în trei categorii: coloranții ionici, coloranții moleculari și coloranții coloidali.
Coloranții ionici sunt, în general, oxizii metalici. 
De exemplu, sticla roșie conține și oxid de cupru, sticla galbenă sulfat de cadmiu, sticla albastră oxid de cobalt, sticla verde oxid de crom, sticla violetă oxid de mangan. Trioxidul de uraniu dă o culoare galben-verde însoțită de o frumoasă fluorescență verde.
Coloranții moleculari sunt reprezentați de seleniu care dă o culoare roz, de sulf care dă o culoare galbenă sau galbenă-cafenie si mai ales de sulfurile și seleniurile diferitelor elemente. Foarte utilizat este amestecul CdS + CdSe care dă o culoare roșie-rubinie a cărei nuanță depinde de raportul dintre cei doi componenți.
Coloranții coloidali sunt, de fapt, metalele care, prin tratamente termice adecvate, sunt dispersate sub formă de soluție coloidală imprimând sticlei culori ce depind de dimensiunile particulelor coloidale. Astfel, aurul fin dispersat în sticlă dă o culoare roșie-rubinie foarte frumoasă. Argintul dă nuanțe de la galben la cafeniu.
Sticlele colorate se topesc în creuzete cu capacități de ordinul sutelor de litri sau în cuptoare mici în care temperatura, și mai ales caracterul mediului, se pot controla riguros.
Sticlele colorate se utilizează, în afara obiectelor de menaj, în numeroase domenii importante.
Marii consumatori de sticlă colorată sunt transporturile aeriene, navele, terestre. Semnalizările luminoase în transporturi au o deosebită importanță; culorile utilizate de obicei fiind roșul, verdele, albastrul și galbenul.
Sticlele colorate se utilizează și drept filtre pentru anumite radiații. Pentru protejarea ochilor sudorilor sau a celor ce privesc în cuptoare incandescente se utilizează așa-numitele sticle de cobalt dar și alte sticle care pot reține radicali calorici sau ultraviolete. 
Filtrele colorate intra în componenta unor aparate optice sau de analiză, utilizate în laboratoare de fizică, chimie sau tehnică fotografică.

## Primele forme de sticlă
Plinius menționează în Istoria naturală o poveste despre descoperirea sticlei. Pe scurt, un grup de marinari fenicieni de pe un vas ce transporta sodă a venit la țărm spre a face focul. Plaja întinsă era plină de nisip, dar nici un bolovan pentru a ține vasul la foc. Marinarilor le-a venit ideea de a folosi câțiva bulgări de sodă de pe corabie. Și au făcut focul, pregătindu-și mâncarea și apoi dormind. Dimineață, scormonind din întâmplare prin cenușa focului, un marinar a găsit câteva pietricele lucioase, care nu semănau cu nici un material obișnuit. Erau bucățele de sticlă.
Întâmplarea a fost verificată de oamenii de știință, care au dovedit că focul făcut pe plajă, chiar și pe bază de cărbune, nu poate duce la temperaturi suficient de mari pentru producerea topirii nisipului (prima condiție pentru apariția sticlei). Povestea lui Pliniu a fost catalogată ca fiind falsă. Indiferent dacă povestea cu bulgării de sodă este sau nu adevărată, pe plajele și deșerturile nisipoase din zonele bântuite de furtuni cu trăsnete se găsesc destul de frecvent forme de sticlă naturală, formată de temperatura ridicată a trăsnetului. În anumite locuri din SUA (ex. Florida sau California) acestea se comercializează, fiind vândute turiștilor fie în formele ciudate naturale, fie cu anumite prelucrări.
Sticla naturală, creată de lovitura trăsnetului, este prima formă de sticlă cunoscută de către om.
Prima industrie a sticlei s-a dezvoltat însă în Egiptul antic. Aici s-a descoperit faptul că, acoperind pereții unui vas din lut cu un amestec de nisip umed și sodă, la ardere acesta se transforma în smalț, adică într-o peliculă subțire de sticlă. Ulterior amestecul din care se obținea smalțul a fost îmbogățit cu var, acesta devenind un element de primă importanță în producerea sticlei. Prin intermediul altor adaosuri (ca fier, cupru, mangan etc), egiptenii au obținut smalț de mai multe culori (albastru, galben, violet, purpuriu etc). Ulterior s-au obținut din amestecul ce producea smalțul, odată ars în cantități mai mari decât subțirea pojghiță de pe un vas, bulgărași de smalț sau sticlă. Astfel au apărut primele obiecte făcute din sticlă - mărgelele. Se apreciază că cele mai vechi mărgele din sticlă au cca. 5000-6000 ani vechime.
În urmă cu cca. 3000 de ani se ajunsese deja, de la mărgelele de sticlă inițiale, la felurite obiecte din sticlă, de mici dimensiuni în imensa lor majoritate: flacoane pentru parfumuri, cupe pentru băut, vase pentru îmbălsămare etc.
Trebuie subliniat că în toată această epocă sticla produsă de egipteni era opacă! Din amestecul simplu (fără adaosuri) se obținea o sticlă verde-maronie, asemănătoare ca aspect cu zahărul ars din zilele noastre. Pentru obținerea unei sticle transparente era nevoie de o temperatură de minimum 1500 grade Celsius, ce nu puteau fi obținute cu tehnologia egipteană.
Realizarea vaselor din sticlă se făcea cu mare greutate. La capătul unei vergele de fier se fixa un amestec de lut și nisip, de forma dorită. Sticla fierbinte, vâscoasă, se turna pe o masă din piatră și se întindea cu altă vergea din fier. Apoi meșterul sticlar răsucea bila, făcând sticla vâscoasă să se lipească de ea, luând forma dorită. Procesul tehnologic era greu și periculos, iar prețul sticlei era apropiat de cel al pietrelor prețioase. Tot egiptenii au meritul de a fi fost primii în a realiza proteze oculare.

## Sticla romană

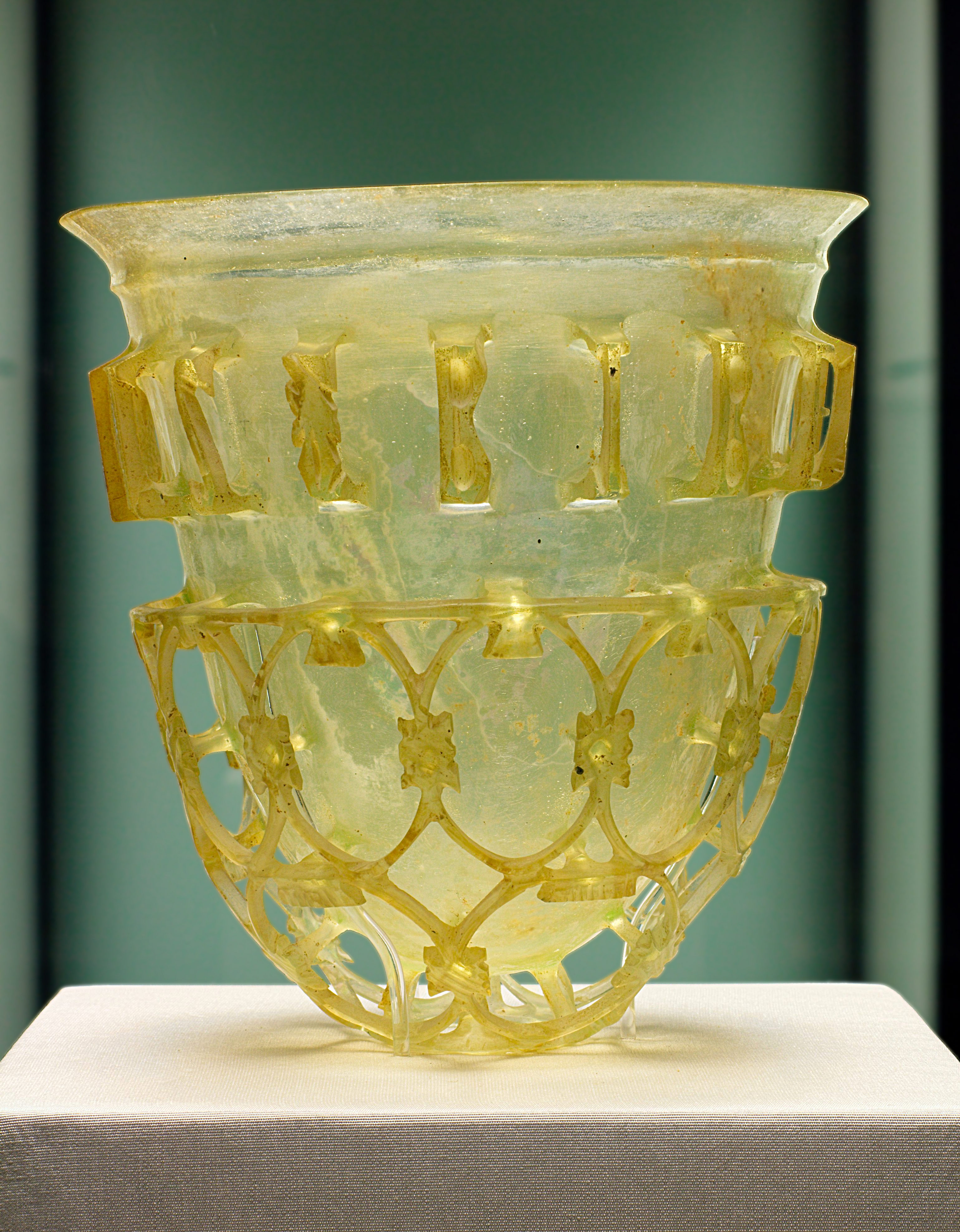
Sticlă romană din secolul al 4-lea

Romanii au preluat de la egipteni tehnologia producerii sticlei. Dar, ca în multe alte domenii, au perfecționat spectaculos tehnologia inițială. În sec. I d.Hr., un meșter roman anonim a înlocuit vergeaua metalică printr-o țeavă metalică, având la capătul dinspre meșter un muștiuc din lemn, care ferea omul de temperatura înaltă a țevii. Adunând la capătul metalic o bilă din sticlă lichidă și suflând, se obținea o bulă din sticlă ce putea fi apoi ușor modelată.
Această tehnologie nouă a fost făcută posibilă și de cuptoarele avansate ale romanilor, care permiteau atingerea unor temperaturi mai înalte și obținerea, în locul sticlei vâscoase a egiptenilor - imposibil de prelucrat prin suflare - a unei sticle aproape lichide.
Sticla romană comună, de culoare verzuie (opacă) a început să fie folosită tot mai mult. Era întrebuințată pentru cupe și pocale, pentru vase de apă, ulei, vin, parfum etc, pentru biberoane și alte obiecte practice.
Sticla romană scumpă era obținută din nisipuri albe, foarte pure, fiind incoloră și translucidă (încă nu transparentă!). Era folosită pentru veselă, bibelouri, podoabe și ornamente prețioase.
Alături de aceste culori fundamentale, meșterii romani au izbutit a face nenumărate alte varietăți de sticlă, de la cele ce păreau a fi piatră prețioasă (smarald, safir, opal, peruzea, rubin) până la cele care imitau lemnul sau fructele (ca formă și culoare).
În această epocă apare și ornamentarea cu aplicații din sticlă, ca și folosirea formelor sau matrițelor pentru prelucrări complexe (vase care imitau chipuri sau reprezentau scene de luptă etc). De asemenea se realizează primele fire din sticlă, destinate în special colierelor și altor podoabe feminine.
Un produs roman din sticlă a cărui tehnologie nu a fost lămurită este butoiul din sticlă. Acestea erau de mari dimensiuni, putând cuprinde chiar și un adult, iar felul în care au fost suflate nu este încă lămurit (se fac felurite presupuneri, dar nu există siguranță). Prin acest mister butoiul din sticlă se înscrie pe o listă a produselor romane din sticlă alături de care stau cupele murrhine și diatretele.
Cupele murrhine erau mult, mult mai scumpe decât aurul, cele mai ieftine valorând una prețul a zeci de sclavi! Erau mici, fără ornamente, dar aveau străluciri uluitoare, în mii de scânteieri multicolore. Pentru un singur vas de acest fel Nero a dat nu mai puțin de șaptezeci de talanți (echivalentul a trei sute de sclavi tineri, puternici). Tehnica exactă de producere nu se cunoaște, ci doar unele elemente tehnice.
La fel de scumpe și misterioase sunt diatretele. Acestea erau un fel de vase din sticlă duble, cu o cupă în interior și o dantelă de sticlă în exterior. Această dantelă nu atingea cupa interioară, permițând ținerea ori consumarea unor băuturi fierbinți fără pericol de ardere (pentru mână).
Altă formă de utilizare a sticlei în care romanii au dovedit un mare talent a fost mozaicul. Realizate fie din ceramică ori piatră smălțuită, fie integral din sticlă, mozaicurile romane au rămas până astăzi un exemplu concludent de măiestrie și rafinament artistic.
Se cuvine a menționa în final așa-numitele vase de Portland, ca vasul Audgio și vasul lui Alexandru Sever. Ele erau lucrate în două straturi, primul de un albastru deosebit de frumos iar al doilea, mult mai subțire, din sticlă albă ca laptele. Odată izbutită realizarea vasului - deosebit de dificilă - urma partea cea mai grea: gravarea. Aceasta se realiza prin zgârierea sticlei albe cu diamant, adâncirea treptată a zgârieturilor și desprinderea sticlei albe fărâmă cu fărâmă. Orice greșeală distrugea vasul.
Cu toate inovațiile lor romanii nu au izbutit însă a obține sticlă transparentă (ci doar translucidă) și ca urmare nici geamul, nici oglinda din sticlă.

## Sticla de Murano
În laguna venețiană, la 2 km de coastă, se află Insula Murano. Populația este de cca. 5000 locuitori. În acest mic orășel (în România echivalentul unei comune mai mari) s-a dezvoltat înaintea perioadei moderne o industrie a sticlei devenită celebră.
Ca parte a Republicii Venețiene Insula Murano se bucura de o anume autonomie internă. Nu doar că avea propriul cod de legi și propriul Sfat suprem, ci chiar și monedă proprie și un ambasador la Veneția.
Demn de observat este faptul că atunci când un om de rând izbutea să devină meșter sticlar era înnobilat și înscris în Cartea de aur a insulei. Meșterii sticlari din Murano erau considerați egalii celor mai nobile familii din Veneția. Pe de altă parte, ei erau urmăriți în permanență de poliția venețiană și supuși unei legi severe, care interzicea părăsirea insulei și mai ales a domeniilor venețiene. Unele dintre prevederi sunau astfel: „Dacă vreun lucrător sau meșter sticlar va înstrăina arta sa din Veneția în dauna republicii, i se va trimite ordin să se întoarcă în țară. Dacă nu se va supune acestui ordin, vor fi aruncate în închisoare persoanele lui cele mai apropiate, pentru ca prin aceasta să fie silit să se întoarcă. Dacă nu va abandona totuși hotărârea de a rămâne în străinătate, se va trimite după el o persoană însărcinată cu misiunea de a-l ucide”.
Această duritate îngrozitoare, care mergea până la întemnițare și asasini plătiți, avea o justificare serioasă: prețul unui vas de Murano era gigantic. Iar pierderea unui asemenea privilegiu economic însemna o lovitură foarte grea pentru Veneția, o țară în general lipsită de resurse interne.
Sticla de Murano se făcea după rețete secrete, la care se adăuga o măiestrie unică a prelucrării sticlei obținute.

## De la lux la practic: Sticla englezească și germană

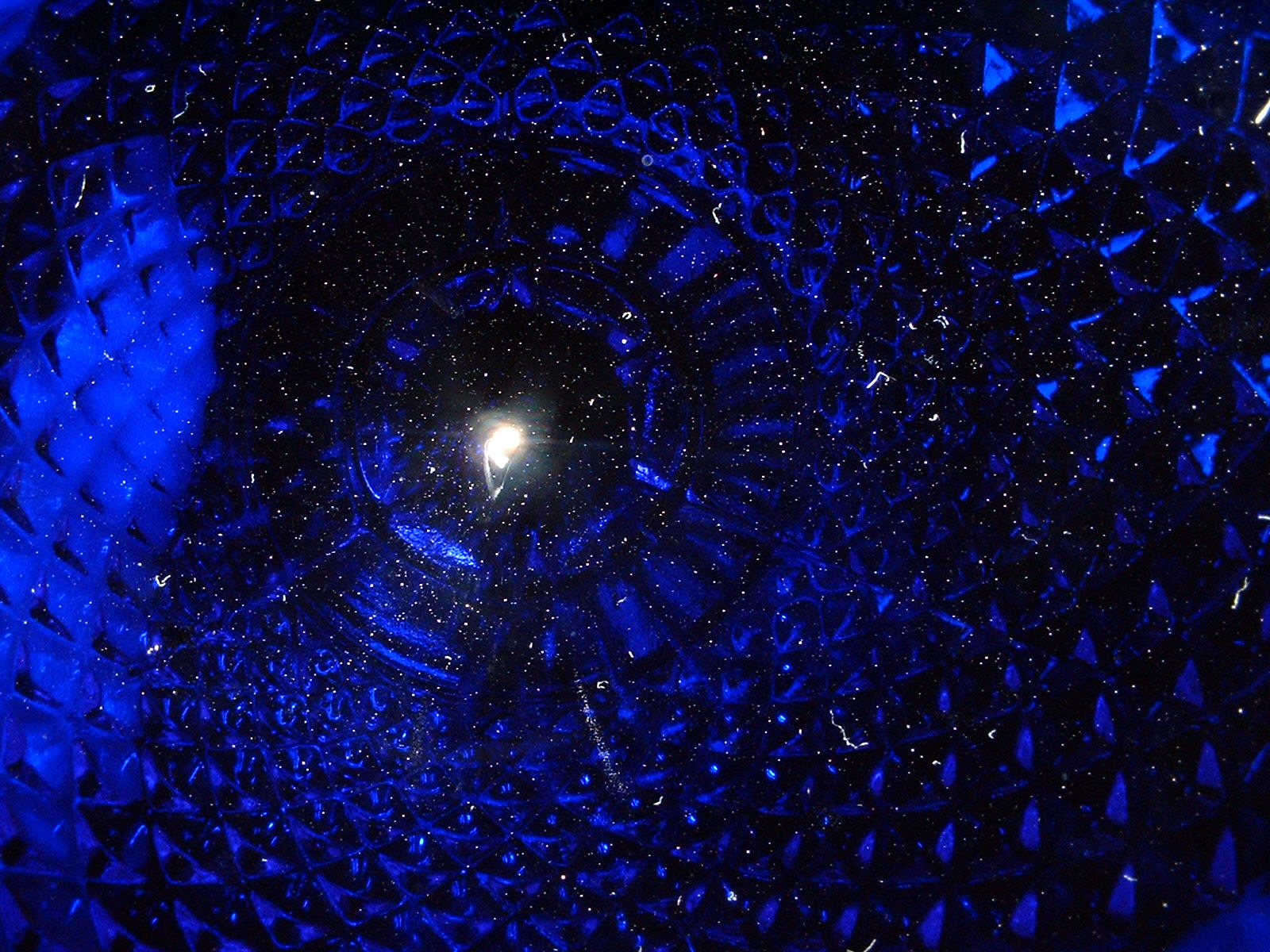
Interiorul unei sticle albastre

Dacă venețienii făceau la Murano obiecte din sticlă de foarte mare valoare, în schimb epoca modernă a deschis calea către industria sticlăriei în sensul propriu al cuvântului.
Primele încercări le-au făcut englezii. Ei au introdus cărbunele în procesul de producție al sticlei și au dezvoltat o industrie în care calitatea consta mai ales în rezistență și aplicabilitate practică, frumusețea fiind o problemă secundară.
Ca o paranteză, putem spune că unele încercări de preluare a metodelor englezești au fost făcut în sec. XVII și de germani. Aceștia însă, sub influența mai mare a Veneției, nu au rezistat tentației de a crea tot felul de obiecte originale din sticlă, cu o fantezie demnă de un neam latin. Printre acestea cele mai răspândite au fost paharele kutrofle și respectiv "paharul de pedeapsă". Primele necesitau multă răbdare, vinul curgând din ele picătură cu picătură, dar cu un șuierat ascuțit, ca al berzei. "Paharul de pedeapsă" avea forma unei ciuperci răsturnate, și din el se putea bea tot numai picătură cu picătură, dar pe deasupra rotind tot timpul "ciuperca".
Introducerea cărbunelui în producerea sticlei s-a făcut de către englezi din necesitate: lipsea lemnul folosit în alte fabrici de sticlă din lume. Procedeul Talwell de ardere a cărbunelui (1618) a făcut ca sticla să fie obținută dintr-o singură ardere, nu din două, ca mai înainte. Totuși temperatura maximă a cuptorului era sub 1300 grade Celsius, iar eficiența scăzută.
După cca. 200 de ani un german, Friederic Siemens, a realizat ceea ce a fost ulterior cunoscut drept Cuptorul Siemens: un cuptor cu recuperator de căldură. Bazat nu pe cărbune, ci pe gaz, acesta folosea aerul fierbinte eliminat de cuptor pentru a preîncălzi aerul și gazul înainte de ardere.
A fost de ajuns să apară și cuptorul cu vană, pentru a se deschide calea industriei moderne a sticlăriei, iar sticla să devină, cu toată noblețea sa, din obiect de lux, obiect practic, de largă întrebuințare. 
În zilele noastre acest tip de sticlă este ales mai cu seamă de cei bogați.

## Cuptoare de sinterizare, ardere, uscare
Aceste cuptoare sunt utilizate pentru producerea diferitelor ceramici prin diferitele procese termice bine stabilite, în funcție de materialul care se utilizează.